# 查帕拉爾 (托利馬省)
查帕拉爾是哥倫比亞的城市，由托利馬省負責管轄，位於該國中部，距離首府伊瓦格153公里，始建於1773年7月23日，面積2,124平方公里，海拔高度854米，2005年人口46,712。
3°45′N 75°35′W / 3.750°N 75.583°W